# Gran Premio degli Stati Uniti d'America 1973
Il Gran Premio degli Stati Uniti d'America 1973 è stato la quindicesima e ultima gara del Campionato mondiale di Formula 1 1973. Svoltosi il 7 ottobre sul Circuito di Watkins Glen, è stato vinto da Ronnie Peterson su Lotus, seguito da James Hunt e Carlos Reutemann.
L'evento venne funestato dalla scomparsa del pilota francese François Cevert a causa di un incidente avvenuto durante le prove. Ciò portò il team Tyrrell a disertare l'evento, di conseguenza il neo campione del mondo Jackie Stewart, che aveva deciso in gran segreto di ritirarsi alla fine del campionato, mancò il suo centesimo e ultimo Gran Premio in carriera.

## Qualifiche
| Pos | No | Pilota               | Costruttore       | Squadra                        | Tempo    | Gap    |
| --- | -- | -------------------- | ----------------- | ------------------------------ | -------- | ------ |
| 1   | 2  | Ronnie Peterson      | Lotus-Ford        | John Player Team Lotus         | 1:39.657 |        |
| 2   | 10 | Carlos Reutemann     | Brabham-Ford      | Motor Racing Developments Ltd  | 1:40.013 | +0.356 |
| 3   | 1  | Emerson Fittipaldi   | Lotus-Ford        | John Player Team Lotus         | 1:40.393 | +0.736 |
| 4   | 6  | François Cevert      | Tyrrell-Ford      | Elf Team Tyrrell               | 1:40.444 | +0.787 |
| 5   | 27 | James Hunt           | March-Ford        | Hesketh Racing                 | 1:40.520 | +0.863 |
| 6   | 5  | Jackie Stewart       | Tyrrell-Ford      | Elf Team Tyrrell               | 1:40.635 | +0.978 |
| 7   | 23 | Mike Hailwood        | Surtees-Ford      | Brooke Bond Oxo Team Surtees   | 1:40.844 | +1.187 |
| 8   | 8  | Peter Revson         | McLaren-Ford      | Yardley Team McLaren           | 1:40.895 | +1.238 |
| 9   | 7  | Denny Hulme          | McLaren-Ford      | Yardley Team McLaren           | 1:40.907 | +1.250 |
| 10  | 24 | Carlos Pace          | Surtees-Ford      | Brooke Bond Oxo Team Surtees   | 1:41.125 | +1.468 |
| 11  | 0  | Jody Scheckter       | McLaren-Ford      | Yardley Team McLaren           | 1:41.321 | +1.664 |
| 12  | 4  | Arturo Merzario      | Ferrari           | Scuderia Ferrari SpA SEFAC     | 1:41.455 | +1.798 |
| 13  | 29 | Chris Amon           | Tyrrell-Ford      | Elf Team Tyrrell               | 1:41.679 | +2.022 |
| 14  | 31 | Brian Redman         | Shadow-Ford       | UOP Shadow Racing Team         | 1:42.247 | +2.590 |
| 15  | 20 | Jean-Pierre Beltoise | BRM               | Marlboro BRM                   | 1:42.417 | +2.760 |
| 16  | 19 | Clay Regazzoni       | BRM               | Marlboro BRM                   | 1:42.468 | +2.811 |
| 17  | 30 | Jochen Mass          | Surtees-Ford      | Team Surtees                   | 1:42.517 | +2.860 |
| 18  | 18 | Jean-Pierre Jarier   | March-Ford        | STP March Racing Team          | 1:42.752 | +3.095 |
| 19  | 12 | Graham Hill          | Shadow-Ford       | Embassy Racing                 | 1:42.848 | +3.191 |
| 20  | 25 | Howden Ganley        | Iso Marlboro-Ford | Frank Williams Racing Cars     | 1:43.166 | +3.509 |
| 21  | 16 | George Follmer       | Shadow-Ford       | UOP Shadow Racing Team         | 1:43.387 | +3.730 |
| 22  | 21 | Niki Lauda           | BRM               | Marlboro BRM                   | 1:43.543 | +3.886 |
| 23  | 17 | Jackie Oliver        | Shadow-Ford       | UOP Shadow Racing Team         | 1:43.650 | +3.993 |
| 24  | 26 | Jacky Ickx           | Iso Marlboro-Ford | Frank Williams Racing Cars     | 1:43.885 | +4.228 |
| 25  | 9  | John Watson          | Brabham-Ford      | Ceramica Pagnossin Team MRD    | 1:43.887 | +4.230 |
| 26  | 11 | Wilson Fittipaldi    | Brabham-Ford      | Motor Racing Developments Ltd  | 1:44.478 | +4.821 |
| 27  | 15 | Mike Beuttler        | March-Ford        | Clarke-Mordaunt-Guthrie Racing | 1:45.032 | +5.375 |
| 28  | 28 | Rikky von Opel       | Ensign-Ford       | Team Ensign                    | 1:45.441 | +5.784 |

## Gara
| Pos | No | Pilota               | Costruttore       | Giri | Tempo/Ritiro        | Pos. Griglia | Punti |
| --- | -- | -------------------- | ----------------- | ---- | ------------------- | ------------ | ----- |
| 1   | 2  | Ronnie Peterson      | Lotus-Ford        | 59   | 1:41:15.779         | 1            | 9     |
| 2   | 27 | James Hunt           | March-Ford        | 59   | + 0.668             | 5            | 6     |
| 3   | 10 | Carlos Reutemann     | Brabham-Ford      | 59   | + 22.93             | 2            | 4     |
| 4   | 7  | Denny Hulme          | McLaren-Ford      | 59   | + 50.226            | 9            | 3     |
| 5   | 8  | Peter Revson         | McLaren-Ford      | 59   | + 1:20.367          | 8            | 2     |
| 6   | 1  | Emerson Fittipaldi   | Lotus-Ford        | 59   | + 1:47.945          | 3            | 1     |
| 7   | 26 | Jacky Ickx           | Iso Marlboro-Ford | 58   | + 1 Giro            | 24           |       |
| 8   | 19 | Clay Regazzoni       | BRM               | 58   | + 1 Giro            | 16           |       |
| 9   | 20 | Jean-Pierre Beltoise | BRM               | 58   | + 1 Giro            | 15           |       |
| 10  | 15 | Mike Beuttler        | March-Ford        | 58   | + 1 Giro            | 27           |       |
| 11  | 18 | Jean-Pierre Jarier   | March-Ford        | 57   | Incidente           | 18           |       |
| 12  | 25 | Howden Ganley        | Iso Marlboro-Ford | 57   | + 2 Giri            | 20           |       |
| 13  | 12 | Graham Hill          | Shadow-Ford       | 57   | + 2 Giri            | 19           |       |
| 14  | 16 | George Follmer       | Shadow-Ford       | 57   | + 2 Giri            | 21           |       |
| 15  | 17 | Jackie Oliver        | Shadow-Ford       | 55   | + 4 Giri            | 23           |       |
| 16  | 4  | Arturo Merzario      | Ferrari           | 55   | + 4 Giri            | 12           |       |
| NC  | 11 | Wilson Fittipaldi    | Brabham-Ford      | 52   | Non Classificato    | 26           |       |
| Ret | 0  | Jody Scheckter       | McLaren-Ford      | 39   | Sospensione         | 11           |       |
| Ret | 30 | Jochen Mass          | Surtees-Ford      | 35   | Motore              | 17           |       |
| Ret | 21 | Niki Lauda           | BRM               | 35   | Pompa della benzina | 22           |       |
| Ret | 23 | Mike Hailwood        | Surtees-Ford      | 34   | Sospensione         | 7            |       |
| Ret | 24 | Carlos Pace          | Surtees-Ford      | 32   | Sospensione         | 10           |       |
| Ret | 9  | John Watson          | Brabham-Ford      | 7    | Motore              | 25           |       |
| DSQ | 31 | Brian Redman         | Shadow-Ford       | 5    | Squalificato        | 14           |       |
| Ret | 28 | Rikky von Opel       | Ensign-Ford       | 0    | Acceleratore        | 28           |       |
| WD  | 5  | Jackie Stewart       | Tyrrell-Ford      | 0    | Ritiro volontario   | 6            |       |
| WD  | 29 | Chris Amon           | Tyrrell-Ford      | 0    | Ritiro volontario   | 13           |       |
| DNS | 6  | François Cevert      | Tyrrell-Ford      |      | Incidente mortale   | 4            |       |

## Statistiche
Piloti
- 4ª vittoria per Ronnie Peterson
- Ultimo Gran Premio per Mike Beuttler e George Follmer

Costruttori
- 6º titolo mondiale per la Lotus
- 54ª vittoria per la Lotus

Motori
- 66ª vittoria per il motore Ford Cosworth
- 60ª pole position per il motore Ford Cosworth

Giri al comando
- Ronnie Peterson (1-59)

## Classifiche

### Piloti
| Pos. | Pilota               | Punti |
| ---- | -------------------- | ----- |
| 1    | Jackie Stewart       | 71    |
| 2    | Emerson Fittipaldi   | 55    |
| 3    | Ronnie Peterson      | 52    |
| 4    | François Cevert      | 47    |
| 5    | Peter Revson         | 38    |
| 6    | Denny Hulme          | 26    |
| 7    | Carlos Reutemann     | 16    |
| 8    | James Hunt           | 14    |
| 9    | Jacky Ickx           | 12    |
| 10   | Jean-Pierre Beltoise | 9     |
| 11   | Carlos Pace          | 7     |
| 12   | Arturo Merzario      | 6     |
| 13   | George Follmer       | 5     |
| 14   | Jackie Oliver        | 4     |
| 15   | Andrea De Adamich    | 3     |
| 16   | Wilson Fittipaldi    | 3     |
| 17   | Niki Lauda           | 2     |
| 18   | Clay Regazzoni       | 2     |
| 19   | Chris Amon           | 1     |
| 20   | Gijs van Lennep      | 1     |
| 21   | Howden Ganley        | 1     |

### Costruttori
| Pos. | Team              | Punti |
| ---- | ----------------- | ----- |
| 1    | Lotus-Ford        | 92    |
| 2    | Tyrrell-Ford      | 82    |
| 3    | McLaren-Ford      | 58    |
| 4    | Brabham-Ford      | 22    |
| 5    | March-Ford        | 14    |
| 6    | Ferrari           | 12    |
| 7    | BRM               | 12    |
| 8    | Shadow-Ford       | 9     |
| 9    | Surtees-Ford      | 7     |
| 10   | Iso Marlboro-Ford | 2     |
| 11   | Tecno             | 1     |